# Raionul Dubno, Rivne
Dubno (în ucraineană Дубенський район, transliterat: Dubenskîi raion) este un raion în regiunea Rivne, Ucraina. Are reședința la Dubno.
Are o suprafață de 3.294,6 km². Populația este de 170.400 locuitori, determinată în 2020.